# Distrito de Kyenjojo
Kyenjojo es un distrito ubicado en Uganda occidental. Como otros distritos de Uganda, se nombra igual que de su principal ciudad, ciudad Kyenjojo. Fue convertido en un distrito en el año 2000. Varias fuentes indican que la población es de alrededor 400.000 personas. El distrito se divide en dos condados, Mwenge y Kyaka. Significado de Kyenjojo: "el lugar en donde viven los elefantes". El condado de Mwenge es famoso por su cerveza del plátano.
Su población es de 380.362 personas (2002).
- Datos: Q1318815
- Multimedia: Kyenjojo District / Q1318815